# 大場美奈
大場 美奈（おおば みな、1992年〈平成4年〉4月3日 - ）は、日本の女優、YouTuber、元アイドルであり、女性アイドルグループ・SKE48およびAKB48の元メンバーである。SKE48チームKIIとAKB48チーム4ではリーダーを務めた。神奈川県出身。夫はプロ野球選手で千葉ロッテマリーンズ所属の石川柊太。

## 来歴
2007年
- 5月、『AKB48 第一回研究生（4期生）オーディション』に応募するも不合格。

2008年
- 12月、『AKB48 第四回研究生（7期生）オーディション』に応募するも不合格。

2009年
- 9月20日、『AKB48 第六回研究生（9期生）オーディション』に合格[3]。

2010年
- 12月8日、『AKB48劇場5周年特別記念公演』にて、同期の島崎遥香・島田晴香・竹内美宥・永尾まりや・中村麻里子・森杏奈・山内鈴蘭とともに、正規メンバーへの昇格が発表された。ただし既存チームに空き枠がなかったため、その後は正規メンバー56人に含まれながら所属はチーム研究生のままで、場合によっては研究生扱いにもなった。

2011年
- 6月6日、TOKYO DOME CITY HALLで開催された『「見逃した君たちへ」〜AKB48グループ全公演〜』のひまわり組 1st Stage「僕の太陽」公演において、チーム研究生に留め置かれていた他の正規メンバーとともにチーム4を結成することが発表された[4]。
- 5月から6月にかけて実施された『AKB48 22ndシングル 選抜総選挙「今年もガチです」』では35位で、アンダーガールズに選出された[5]。
- 7月23日、西武ドームで開催された『AKB48 コンサート よっしゃぁ〜行くぞぉ〜!in西武ドーム』の2日目の公演においてチーム4のキャプテン就任が発表された[6]。
- 9月2日、過去のブログでの内容により[7]、メンバーやファンに迷惑をかけたとして謹慎を発表。それとともに、キャプテンの辞任と24thシングル選抜じゃんけん大会の辞退を発表[8]。
- 11月12日、幕張メッセで開催された「風は吹いている」の劇場盤握手会において、2012年1月からチーム4へ復帰することが報告された[9]。

2012年
- 1月4日より劇場公演に復帰[10]。また、同日付でチーム4キャプテンへ復帰[11]。
- 3月25日、コンサート『業務連絡。頼むぞ、片山部長! inさいたまスーパーアリーナ』の3日目の公演においてジャパン・ミュージックエンターテインメントへの移籍打診があったことが発表された[12][13]。その後、正式に移籍した。
- 5月から6月にかけて実施された『AKB48 27thシングル 選抜総選挙』では57位で、フューチャーガールズに選出された[14]。
- 8月24日、『AKB48 in TOKYO DOME 〜1830mの夢〜』の初日公演において、チーム再編に伴うチームBへの異動とチーム4の消滅が発表された[15][16]。
- 11月1日、チームBに異動。
- 11月3日、チームBウェイティング公演のスターティングメンバーとして新チームでの活動を開始した[17]。

2013年
- 4月28日、日本武道館で開催された『AKB48グループ臨時総会 〜白黒つけようじゃないか!〜』の最終日の夜公演にて、SKE48チームKIIを兼任することが発表され[18]、同日付で兼任が開始された[注 1]。
- 5月から6月にかけて実施された『AKB48 32ndシングル 選抜総選挙』では48位で、ネクストガールズに選出された[20]。
- 9月18日、日本武道館で開催された『AKB48 34thシングル選抜じゃんけん大会』ではベスト4入りし、初の選抜入りを果たした。

2014年
- 2月24日、「AKB48グループ大組閣祭り〜時代は変わる。だけど、僕らは前しか向かねえ!〜」のチーム再編でSKE48チームKIIへ副リーダーとして移籍することが発表された[21]。
- 4月23日、AKB48 チームBウェイティング公演の千秋楽にて大場を含む移籍メンバーの壮行会が行われた[22]。
- 5月から6月にかけて実施された『AKB48 37thシングル 選抜総選挙』では56位で、フューチャーガールズに選出された[23]。

2015年
- 3月30日、古川愛李の卒業後、後任としてチームKIIのリーダーに指名された[24]。
- 5月から6月にかけて実施された『AKB48 41stシングル 選抜総選挙』では27位で、アンダーガールズに選出された[25]。
- 10月5日、劇場デビュー7周年記念特別公演において、SKE48内のユニット「キャラメルキャッツ」のメンバーに選ばれる[26]。

2016年
- 5月から6月にかけて実施された『AKB48 45thシングル 選抜総選挙』では22位で、アンダーガールズに選出された[27]。

2017年
- 5月から6月にかけて実施された『AKB48 49thシングル 選抜総選挙』では26位で、アンダーガールズに選出された[28]。

2018年
- 5月から6月にかけて実施された『AKB48 53rdシングル 世界選抜総選挙』では8位で、初めて選抜入りを果たした[29]。

2019年
- 3月12日（米・現地時間）、ハワイの日本語ラジオ局「KZOO」の番組に出演中、写真集の発売が決定したことを発表した。ハワイにはこの写真集の撮影で訪れていた。
- 8月2日、1st写真集『本当の意味で大人になるということ』が発売。

2020年
- 8月7日、横浜本牧の活性化プロジェクトのYouTubeチャンネル「本牧ベース」が開設され、その中で「本牧エージェンシー」のチーフとして参加。
- 11月18日、2nd写真集『答え合わせ』が発売。

2021年
- 7月16日 - 27日、8月28・29日、『羽世保スウィングボーイズ』に出演。
- 10月9日、『1+1+1は3じゃないよ!』（東海ラジオ）の生放送の番組内で、自身の30歳の誕生日を迎える2022年4月をもってSKE48を卒業することを発表した[30][31]。

2022年
- 4月1日から3日にかけて、自身の卒業コンサートを出身地である神奈川県において3日連続4公演を開催[注 2][33]。
- 4月23日、「僕の太陽」大場美奈卒業公演が行われた[34]。
- 4月29日、SKE48からの卒業および最終活動日を4月30日に予定していたが[35]、新型コロナウイルスに感染していることが判明したため、4月30日に予定されていた東海ラジオ『「SKE48♡1＋1＋1は3じゃないよ！」大場美奈卒業スペシャル』の放送も5月21日に延期。同番組の放送をもってSKE48としての活動を終了する予定であることが発表された[36]。
- 5月2日、YouTubeの個人チャンネル「おおばみなちゃんねる」を開設。
- 5月21日、『「SKE48♡1＋1＋1は3じゃないよ！」大場美奈卒業スペシャル』の番組内で芸能事務所「ジャパン・ミュージックエンターテインメント」を退所することを発表[37]。

2023年
- 1月28日、当時、福岡ソフトバンクホークスに在籍していた石川柊太と結婚したことを連名で発表した[2][38]。

2024年
- 12月27日、第1子妊娠を報告し、不妊治療をしていたことも公表していた。今後は1年程、仕事を抑制するという[39]。

2025年
- 5月1日、第1子男児出産を報告[40]。

## 人物
- 公式の愛称は「みなるん」[1][41]。コロコロした体形から「コロちゃん」とも呼ばれる[41]。
- 好きな言葉は「三度目の正直」。理由は、AKB48のオーディションに二度落選し、2009年時に不合格なら諦めるつもりだったが、三度目の正直で合格したからである[42]。
- 好きな食べ物はもんじゃ[1]、じゃがいも、嫌いな食べ物はトマト[42]。
- 好きな映画は『アダムス・ファミリー』[要出典]。
- 長所は色々考えてから行動すること、短所は負けず嫌い[42]。
- 特技は綺麗に字を書くこと[1]、小豆を箸で移動させること[43]。
- 目標にしている芸能人は北川景子[42]。
- 元乃木坂46の西野七瀬が大好き[44]。一方、「有吉反省会』（2014年10月14日放送）に出演した際、西野七瀬ちゃんは推しとして見ちゃうけど「ななせまるがいない時はこんなにダンスバラバラなの？と思っちゃうこともある」とグループとしての視点はまた別に持っている[45]。
- グラビアを飾ることが多いが、当初は苦手だったため、ポージングなどを研究して努力を重ねた[46]。
- 劇場公演などで「毒舌キャラ」と言われているが、実は小心者である[42]。

### AKB48・SKE48
- グループ在籍時のキャッチフレーズは「今日はわたしに恋して! みなるーん!」[1]。
- AKB48メンバーの中では「周りを柔らかい空気にしつつ、素早くツッコミを入れて笑いを取れる人」として指原莉乃と大家志津香のキャラを尊敬している[42]。
- 憧れているメンバーは柏木由紀[47]。
- CM「AKB48殺人事件」では真犯人役として、探偵役の前田敦子に追い詰められる[48]。
- 2017年7月13日・SKE48シングル『意外にマンゴー』のPRを兼ね、マンゴーの産地である宮崎県日南市マンゴー町の一日町長に就任した。同イベントではマンゴーの被り物をかぶったり、学校訪問などをした[49]。
- 2017年10月20日、『SKE48と考える「北海道を元気にするプロジェクト」』として、北海道大学のシンポジウムに参加[50]。
- 2018年7月29日、名古屋コンベンションホールで開催された公益社団法人名古屋青年会議所・主催の「7月フォーラム「ナゴヤ未来会議～みんなでつくろうナゴヤの未来～」」に他のSKE48メンバーおよび名古屋の男性アイドルグループ・BOYS AND MENと共に参加。大場はサブディスカッション3およびメインディスカッションに参加。BOYS AND MENのメンバーと対決形式でテーマをプレゼンしあい、「LGBT」についてプレゼンした[51]。
- 2018年に行われた『SKE48 リクエスト・アワー2018』2日目昼公演において、公演終わりのアンコール時、最後の曲の曲振りで曲名を2度間違う。この映像は2018年12月31日の「SKE48 忘れられない大忘年会2018」にて「第2回 SKE48 NG大賞」を受賞する[52]。またこの映像は 2020年3月31日、SKE48劇場で行われた『劇場・コンサートでの笑える映像を集めてみましたSP』においても「一番面白い映像」にも選出されている[53]。

## SKE48・AKB48在籍時の参加楽曲

### シングル選抜楽曲
SKE48名義
- 美しい稲妻
  - 2人だけのパレード - 「Team KII」名義
- 賛成カワイイ!
  - ずっとずっと先の今日 - 「セレクション18」名義
- 未来とは?
  - S子と嘘発見器 - 「Team KII」名義
- 不器用太陽
  - Coming soon - 「ボートピア選抜」名義
  - 友達のままで - 「セレクション10」名義
  - サヨナラ 昨日の自分 - 「Team KII」名義
- 12月のカンガルー
  - DA DA マシンガン - 「Team KII」名義
  - 愛のルール - 「フォーカード」名義
- コケティッシュ渋滞中
  - 今夜はJoin us! - 「Team KII」名義
  - 夜の教科書 - 「セレクション17 “AKB49〜恋愛禁止条例〜”」名義
- 前のめり
  - 焦燥がこの僕をだめにする - 「Team KII」名義
- チキンLINE
  - キスポジション - 「Team KII」 名義
  - 旅の途中 - 「宮澤佐江と仲間たち」名義
- 金の愛、銀の愛
  - ハッピーランキング - 「ランクインガールズ2016」名義
- 意外にマンゴー
  - 奇跡の流星群 - 「Passion For You選抜」名義
  - 円を描く - 「Team KII」名義
- 無意識の色
  - We're Growing Up - 「愛知トヨタ選抜」名義
  - 夜明けのコヨーテ - 「サガミチェーン選抜」名義
- いきなりパンチライン
  - 花の香りのシンフォニー - 「Passion For You選抜」名義
  - 誰かの耳 - 「Team KII」名義
- Stand by you
  - 地元民たちよ - 「愛知トヨタ選抜」名義
  - 蹴飛ばした後で口づけを - 「Team KII」名義
  - 神様は見捨てない
- FRUSTRATION
  - ゲームしませんか? - 「Passion For You選抜」名義
- ソーユートコあるよね?
- 恋落ちフラグ
- あの頃の君を見つけた
- 心にFlower
  - 生まれ変わっても

AKB48名義
- 「ポニーテールとシュシュ」に収録
  - 僕のYELL - 「シアターガールズ」名義
- 「チャンスの順番」に収録
  - フルーツ・スノウ - 「チーム研究生」名義
- 「桜の木になろう」に収録
  - 黄金センター - 「チーム研究生」名義
- 「Everyday、カチューシャ」に収録
  - ヤンキーソウル
  - アンチ - 「チーム研究生」名義
- 「フライングゲット」に収録
  - 抱きしめちゃいけない - 「アンダーガールズ」名義
  - 青春と気づかないまま
- 「真夏のSounds good !」に収録
  - 3つの涙 - 「スペシャルガールズ」名義
- 「ギンガムチェック」に収録
  - Show fight ! - 「フューチャーガールズ」名義
- 「UZA」に収録
  - 正義の味方じゃないヒーロー 「チームB」名義
- 「永遠プレッシャー」に収録
  - 私たちのReason
- 「So long !」に収録
  - Waiting room - 「アンダーガールズ」名義
  - そこで犬のうんち踏んじゃうかね? - 「梅田TeamB」名義
- 「さよならクロール」に収録
  - ロマンス拳銃 - 「Team B」名義
- 「恋するフォーチュンクッキー」に収録
  - 今度こそエクスタシー - 「ネクストガールズ」名義
- 「ハート・エレキ」に収録
  - 快速と動体視力 - 「アンダーガールズ」名義
  - Tiny T-shirt - 「Team B」名義
- 鈴懸の木の道で「君の微笑みを夢に見る」と言ってしまったら僕たちの関係はどう変わってしまうのか、僕なりに何日か考えた上でのやや気恥ずかしい結論のようなもの
  - Escape - 「SKE48」名義
- 「前しか向かねえ」に収録
  - KONJO - 「Talking Chimpanzees」名義
- ラブラドール・レトリバー
- 「心のプラカード」に収録
  - 性格が悪い女の子 - 「フューチャーガールズ」名義
- 「希望的リフレイン」に収録
  - 歌いたい - 「かとれあ組」名義
- 「Green Flash」に収録
  - 世界が泣いてるなら - 「SKE48」名義
- 「ハロウィン・ナイト」に収録
  - さよならサーフボード - 「アンダーガールズ」名義
- 「君はメロディー」に収録
  - Gonna Jump - 「SKE48」名義
- 「LOVE TRIP/しあわせを分けなさい」に収録
  - 伝説の魚 - 「アンダーガールズ」名義
- 「ハイテンション」に収録
  - Better
- 「シュートサイン」に収録
  - Vacancy - 「SKE48」名義
- 「願いごとの持ち腐れ」に収録
  - イマパラ
- 「#好きなんだ」に収録
  - だらしない愛し方 - 「アンダーガールズ」名義
- 「ジャーバージャ」に収録
  - 愛の喪明け - 「SKE48」名義
- センチメンタルトレイン
- 「NO WAY MAN」に収録
  - それでも彼女は - 「大人選抜2018」名義

### アルバム選抜楽曲
SKE48名義
- 『革命の丘』に収録
  - 夏よ、急げ!
  - ゼロベース
  - ホライズン - 「愛知トヨタ選抜」名義

AKB48名義
- 『ここにいたこと』に収録
  - High school days - 「チーム研究生」名義
  - ここにいたこと - 「AKB48+SKE48+SDN48+NMB48」名義
- 『1830m』に収録
  - ファースト・ラビット
  - 直角Sunshine - 「チーム4」名義
  - 青空よ 寂しくないか? - 「AKB48+SKE48+NMB48+HKT48」名義
- 『次の足跡』に収録
  - Stoicな美学
  - ぽんこつブルース
  - 悲しき近距離恋愛 - 「Team B」名義
- 『ここがロドスだ、ここで跳べ!』に収録
  - 生き続ける
- 『サムネイル』に収録
  - 誰が私を泣かせた?

### その他の参加楽曲
- シングル「初恋は実らない」（おじゃる丸シスターズ名義、2011年5月11日発売）
  - 初恋は実らない（NHKアニメ『おじゃる丸』第14シリーズのエンディング・テーマ）
  - かたつむり〜おじゃる丸シスターズ・バージョン〜
- シングル「コップの中の木漏れ日」（「ラブ・クレッシェンド」名義）
  - あの先の未来まで - 「キャラメルキャッツ」名義
- アルバム『Thank You Disney』
  - みんなスター! - 「SKE48」名義
- アルバム　映画『地獄少女』劇中オリジナルソングス
  - 路地裏Diamond/ガールズシステム - 御厨早苗（CV:大場美奈）シャイナ（CV:さぃもん）ナギサ（CV:高野 渚）ライム（CV:白鳥来夢）アンジュ（CV:ランゼ）
  - 終わりの始まり - 御厨早苗 CV:大場美奈

### 未音源化曲
ぱちスロAKB48 勝利の女神
- ヘビーローテーション
- AKBフェスティバル

### 劇場公演ユニット曲
SKE48名義
チームKII 4th Stage「シアターの女神」
- ロッカールームボーイ

チームKII 5th Stage「ラムネの飲み方」
- Nice to meet you!（1st UNIT）
- フィンランド・ミラクル（2nd UNIT）

チームKII 6th Stage「0start」
- 君について（AKB48 18thシングル「Beginner」）
- ハートの独占権（ユニットシャッフル後）

チームKII 7th Stage「最終ベルが鳴る」 
- 20人姉妹の歌
- 初恋泥棒（ユニットシャッフル後）

AKB48名義
研究生「アイドルの夜明け」公演
- 残念少女

研究生「恋愛禁止条例」公演
- 真夏のクリスマスローズ

研究生「シアターの女神」公演
- 夜風の仕業

チームB 5th Stage「シアターの女神」
- ロマンスかくれんぼ（前座ガール）
- 夜風の仕業（柏木由紀のアンダー）

チームA 6th Stage「目撃者」
- ミニスカートの妖精（前座ガールズ）
- 腕を組んで（前田敦子のアンダー）
- サボテンとゴールドラッシュ（篠田麻里子のユニットアンダー）

チームK 6th Stage「RESET」
- 檸檬の年頃（前座ガールズ）
- 心の端のソファー（藤江れいなのアンダー）

大場チーム4「僕の太陽」公演
- ヒグラシノコイ

梅田チームB ウェイティング公演
- 涙に沈む太陽（チームサプライズ 「重力シンパシー」公演、篠田麻里子または柏木由紀のポジション〈柏木が休演の時に柏木のアンダーに出演〉）
- ごめんね ジュエル（チームK 4th Stage「最終ベルが鳴る」、渡辺美優紀のアンダー）

## 出演

### テレビドラマ
- マジすか学園 最終話（2010年3月26日、テレビ東京） - 馬路須加女学園生徒 役
- マジすか学園2（2011年4月15日 - 7月1日、テレビ東京） - 年増 役
- 花ざかりの君たちへ〜イケメン☆パラダイス〜2011 第1話 - 第8話（2011年7月10日 - 8月28日、フジテレビ） - 阿部野エリカ 役[注 3]
- 私立バカレア高校（2012年4月14日 - 6月30日、日本テレビ） - 後宮沙耶 役
- マジすか学園3（2012年7月13日 - 10月5日、テレビ東京） - ダース 役
- So long ! 第3夜（2013年2月13日、日本テレビ） - 早乙女麻美 役
- 祝!春日、結婚します!～おまえ!オードリー解散って本気で言ってんのか?～ 第13話（2019年2月2日、テレビ東京） - オードリー春日の結婚相手 役
- さすらい温泉♨遠藤憲一 第三湯♨（2019年1月31日、テレビ東京） - 大賀みな 役[55]
- 名古屋行き最終列車2020 第2話（2020年1月29日・31日、名古屋テレビ）[56]
- 僕らは恋がヘタすぎる（2020年10月25日 - 12月6日、朝日放送テレビ） - サエ 役[57]
- 星降る夜に 第5話 - 第8話（2023年2月14日 - 3月7日、テレビ朝日） - 伴七海 役[58]

### バラエティ
- チャンネル生回転TV Allザップ!（2014年10月8日 - 2015年3月25日、BSスカパー!）
- 世界ナゼそこに?日本人 〜知られざる波瀾万丈伝〜（2017年 - 、テレビ東京） - 不定期出演[59]。
- 日経プレミアム 工場へ行こうⅢ AMAZING FACTORY ※番組内再現ドラマ（2020年10月3日、テレビ愛知） - 加藤明子 役[60]

### 映画
- 劇場版 私立バカレア高校（2012年10月13日、ショウゲート） - 後宮沙耶 役
- クハナ!（2016年9月3日、スターキャット） - 古島咲 役[61][62]
- 劇場版ほんとうにあった怖い話2016「赤いスカーフ」（2016年10月29日、NSW） - 主演・志島由美 役[59][63]
- 地獄少女（2019年11月15日、ギャガ） - 御厨早苗 役[64]
- リトル・サブカル・ウォーズ〜ヴィレヴァン!の逆襲〜（2020年10月23日、メ〜テレ） - 中尾美保 役[65]
- ハケンアニメ!（2022年5月20日、東映） - 川島 役[66]

### 舞台
- ミュージカル「AKB49〜恋愛禁止条例〜」（2015年3月14日・15日、中日劇場） - 男子・ヲタ・動物 役
- 神様はじめました THE MUSICAL♪2016（2016年1月15日 - 21日、AiiA 2.5 Theater Tokyo） - ツクネ 役（矢方美紀とのダブルキャスト）[67]
- 舞台 増田こうすけ劇場 ギャグマンガ日和 〜奥の細道、地獄のランウェイ編〜（2017年2月15日 - 21日、ラフォーレミュージアム原宿） - ヒロイン・マチ子 役[68]
- ハケンアニメ!（2019年10月12日 - 16日、COOL JAPAN PARK OSAKA / 10月31日 - 11月14日、紀伊國屋ホール） - 主演・川島加菜美 役
- 朗読劇『“自称”超能力少女三船ユリ』（2022年7月10日、東京証券会館ホール）- 掃部ツカサ 役[69]
- 羽世保スウィングボーイズ（2022年10月23日 - 28日、明治座）[70][71]
- こりゃもてんばい3（2023年4月25日 - 30日、ぽんプラザホール）[72]
- 呪怨 THE LIVE（2023年8月12日 - 20日、こくみん共済coopホール／スペース・ゼロ） - 小林真奈美 役

### ラジオ
- カケダセ!（2011年4月2日 - 8月28日・2012年3月17日、NHKラジオ第1・NHKワールド・ラジオ日本） - 仲俣汐里・島田とともに「カケダセ! シスターズ」を称した。
- SKE48♥1×1は1じゃないよ!（2015年6月7日 - 8月9日、東海ラジオ） - パーソナリティー

### CM
- 丸美屋食品工業「こだわり食感ふりかけ」（2014年10月28日 - ） - 高柳明音・古川愛李・佐藤すみれと共演

### 広報
- SAMURAI証券 「SAMURAI FUND」アンバサダー（2021年5月 - ）[73]

### ネット配信
- ラジオ惑星開発委員会（2015年6月23日・2017年10月31日・2019年7月31日）
- AKBホラーナイト アドレナリンの夜 第6話「シミ」（2015年10月22日、ビデオパス・テレ朝動画） - 主演・明日香 役[74]
- AKBラブナイト 恋工場 第30話「恋の神様」（2016年8月4日、ビデオパス・テレ朝動画） - 主演・弥生 役[75]
- ズボラに!おしゃごはん（2020年2月26日 - 、cookpadTV）[76]
- KARAAGE WARS（2020年12月29日、日本唐揚協会 YouTubeチャンネル） - ヒロイン・美衣 役[77]
- WEBドラマ「私たちがフェリーで行く理由」（2022年12月16日、阪九フェリー 特別サイト・公式YouTube）[78]

### ミュージック・ビデオ
- AKB48「走れ!ペンギン」（2013年）[注 4]

## 書籍

### 写真集
- 本当の意味で大人になるということ（2019年8月2日、スクウェア・エニックス、ISBN 978-4-7575-6226-4）[79]。
- 答えあわせ（2020年11月18日、小学館、ISBN 978-4-09-682343-9）[80][81]

### フォトエッセイ
- 大場美奈フォトエッセイ 器用じゃないけど。（2022年9月14日、KADOKAWA、ISBN 978-4048974639）

### カレンダー
- 卓上 大場美奈 2013年カレンダー（2012年12月7日、ハゴロモ）
- 卓上 大場美奈 2014年カレンダー（2013年12月6日、ハゴロモ）
- 大場美奈 2015 SKE48 卓上カレンダー（2014年、AKS）
- （壁掛） 大場美奈 2015 SKE48 B2カレンダー（2014年、AKS）
- （壁掛） 大場美奈 2016 SKE48 卓上カレンダー（2015年、AKS）
- 大場美奈 2016 SKE48 B2カレンダー（2015年、AKS）
- SKE48 大場美奈 カレンダー 2017（2016年、AKS）
- （壁掛） SKE48 大場美奈 B2カレンダー 2017（2016年、AKS）

### 関連書籍
- みちのきち 私の一冊（2018年4月25日、國學院大學ブックプロジェクト） - 寄稿者